# Eleftheria Eleftheriou
Eleftheria "Elle" Eleftheriou řecky Ελευθερία "Ελλε" Ελευθερίου [elefθeˈria elefθeˈriu] (* 12. května 1989 Frenaros, Famagusta, Kypr) je řecko-kyperská zpěvačka a herečka, která se proslavila v Řecku a na Kypru prostřednictvím účasti ve 2. sezóně řecké verze pěvecké soutěže X Faktor. Její brzké vyřazení ze soutěže bylo šokem pro mnoho lidí. Krátce po eliminaci Elefteria podepsala smlouvu se Sony Music Greece a byla předložena jako kandidát na reprezentaci Řecka na Eurovision Song Contest 2010. Později byla diskvalifikována z národního finále po úniku písničky na web neznámou stranou.
Eleftheria předtím participovala v kyperském národním finále na Eurovision Song Contest 2006 s písní "Play That Melody To Me", kde jí sekundovala Maria Zorli. Ve finále tehdy skončila na 7. pozici. V současnosté době je ve smlouvě se společností Universal Music Greece. Eleftheria reprezentovala Řecko na Eurovision Song Contest 2012 s písní "Aphrodisiac", kde se umístila na 17. příčce (jen podle diváckých hlasů by Eleftheria obsadila 9. pozici).

## Mládí
Eleftheria Eleftheriou se narodila a vyrůstala na Kypru. Celý život tíhla ke kreslení, tanci a byla atletkou, mezitím měla vždy vášeň pro zpěv. Když jí bylo 9 začala začala studovat na konzervatoři.
Od mládí se Eleftheria učila hrát na klavír, teorii a historii hudby. Ve věku 15 let začala chodit na lekce zpěvu a ve věku 16 let začala hrát jako sólistka národního folkového orchestru televize RIK. Stejného roku byla kandidátkou na reprezentaci Kypru na Eurovision Song Contest 2006 s písní "Play That Melody To Me", kde jí sekundovala Maria Zorli. Ačkoli prošla přes 1. semifinále, skončila v národním finále sedmá. Přestože národní kolo nevyhrála, Eleftheria se rozhodla pokračovat ve studiu hudby a vystupovaní, proto se zapsala na Univerzitu v Surrey. Začala zpívat jako sólistka na kyperské hudební scéně ve věku 18 let a také vystupovala v muzikále "Rent", v Nikosii.

## Kariéra

### 2010—2011: Doba po X Factoru, první profesionální vystoupení a Eurovision Song Contest 2010
Nedlouho po jejím vyřazení z X Factoru Eleftheria podepsala smlouvu s nahrávací společností Sony Music, které ji předložilo jako kandidátku pro reprezentaci Řecka na Eurovision Song Contest 2010. Týden před formální prezentací skladby řeckým vysílatelem ERT byla píseň "Tables are Turning" od Eleftherie, vypuštěna na web neznámou stranou. V důsledku toho byla píseň vyloučena z národního finále, čímž únik přinutil vysílatele, aby vydal zbytek konečných písní předčasně 2. den, ve strachu z dalších úniků.
Navzdory diskvalifikaci vydala píseň v řečtině "Kentro Tou Kosmou" (Střed světa) jako první singl z debutového alba. Videoklip byl pořízen a vydán brzy poté. Obě verze písně, jak řecká i anglická, byly vydány pro stažení dne 5. března 2010.